# Menschenrechtspreis der Karl-Franzens-Universität Graz
Der Menschenrechtspreis der Universität Graz ist die höchste von der Universität Graz verliehene Auszeichnung.
Der Preis wird in unregelmäßigen Abständen (etwa alle fünf Jahre) vergeben und ist neben dem Menschenrechtspreis des Landes Steiermark und dem Grazer Menschenrechtspreis der dritte Preis für Menschenrechte in der Steiermark.

## Preisträger
- 1992 Jon Sobrino, Theologe an der Universidad Centroamericana “José Simeón Cañas”, San Salvador
- 1994 Simon Wiesenthal, Gründer des Dokumentationszentrums des Bundes Jüdischer Verfolgter des Naziregimes, Wien[1]
- 1997 Vera Jovanovic, Branka Raguz und Esad Muhibic, Ombudsleute der Föderation Bosnien-Herzegowina, Sarajevo
- 2002 Tendzin Gyatsho, der 14. Dalai Lama, Dharamshala
- 2007 Council for the Assistance to Refugee Academics (CARA), London
- 2011 Daniel Barenboim[2]
- 2016 Volker Türk, UN-Flüchtlingskommissar für Schutzfragen[3]
- 2024 International Accountability Platform for Belarus (IAPB), Netzwerk von NGO zur Dokumentation von Verbrechen gegen die Menschenrechte in Weißrussland.[4]